# Гобектала
Гобектала (азерб. Göbəktala) — село в Имишлинском районе Азербайджана. Расположено недалеко от границы с Ираном, на расстоянии 8,1 километров от районного центра Имишли. Общая численность населения села вместе с одноименным муниципалитетом составляет 2864 человек.

## Этимология
Название села вероятно происходит от кипчакского племени кобяк.

## Население
Согласно результатам Азербайджанской сельскохозяйственной переписи 1921 года Гебектала Джеватского (Сальянского) уезда Азербайджанской ССР населяли 492 человек (100 хозяйств). Преобладающая национальность — тюрки-(азербайджанцы), а само население состояло из 285 мужчин и 207 женщин.
По данным издания «Административное деление АССР», подготовленного в 1933 году Управлением народно-хозяйственным учётом Азербайджанской ССР (АзНХУ), по состоянию на 1 января 1933 года селение Гебектала входило в Расуллинский сельсовет (Ялаваджды, Мамедли, Панахаллы, Расуллу) Карадонлинского района (ныне Имишлинский район). Число жителей —  275 человек (63 хозяйства), преобладающая национальность всего сельсовета —  тюрки (азербайджанцы).